# 来的都是客
《来的都是客》，是1990年中国上映的一部电影，由马绍惠、沈荣骥聯合執導，赵本山、巩汉林等主演的喜剧向電影。影片主要讲述一个村落为了发展经济于是不得不在宴请客人上大费心思的故事。

## 電影內容
肖望发的村庄因为编制竹篮受到了市场的欢迎，于是该村庄渐渐地被人熟知了，而有人来这里参考，有人来这里商谈经济合作等事情，而这些事情一旦要做，就必须要吃饭，于是村里的领导决定让肖望发去管理这种事情，因为若是让客人吃的满意，那么很多事情才能顺利的办下来。
虽说肖望发最初并不愿意做这种事情，但是看到这样能让家乡的经济提高，于是他便不得不开始为了如何招待客人而发愁。
而在一次领导来审查的时候，肖望发发现这位领导就是来调查不正之风的，而这刚好给他带来了希望。

## 演员表
- 赵本山 饰 肖望发
- 王彦波 饰 肖玉田
- 巩汉林 饰 李会计
- 邓茜 饰 荷花
- 杨瑞库 饰 黄志峰
- 董立凡 饰 胖妹
- 句号 饰 福生
- 孙滨 饰 郭副书记
- 赵戈 饰 李老
- 徐武英 饰 纪委书记

## 備註
1. ↑  《章回小说》编辑部中的介绍, 于1993年出版
2. ↑  《中国电影年鉴》出版社为中国电影出版社, 出版时间为1991年
3. ↑  《二人转艺术产业化问题研究》中的相关剧情介绍，作者为李秀云， 张丽红， 宁国利。出版时间为2012年
4. ↑  《前哨》第 221-222 期；第 224-226 出版公司为期明力有限公司,出版时间为2009年

## 外部連結
- 豆瓣电影上《来的都是客》的資料 （简体中文）
- 互联网电影数据库（IMDb）上《来的都是客》的资料（英文）